# الاتحاد الأوروبي لكرة القدم
الاتحاد الأوروبي لكرة القدم والذي يعرف باسم يويفا (بالإنجليزية: UEFA) والتي هي اختصار (بالإنجليزية: Union of European Football Associations) هو الجهاز المعني بتنظيم بطولات المنتخبات والأندية لكرة القدم في قارة أوروبا، تأسست اليويفا عام 1954، ومنذ تأسيسها وهي تشرف وتنظم أشهر بطولات كرة القدم في القارة، وتُمثل معظم الجمعيات الوطنية لكرة القدم في أوروبا، وتدير المسابقات الوطنية والمنتخبات والأندية في القارة، وتسيطر على جائزة المال واللوائح وحقوق وسائل الإعلام لتلك المسابقات.
ومن أهم البطولات التي تنظمها يويفا بطولة كأس الأمم الأوروبية للمنتخبات والمعروفة باسم اليورو، أما على صعيد الأندية فيُنظم دوري أبطال أوروبا وبطولة الدوري الأوروبي إضافة إلى كأس السوبر الأوروبي، ولا تقتصر البطولات التي تنظمها اليويفا على هذة البطولات بل تمتد لبطولات أخرى خاصة بالفئات العمرية أضافة إلى بطولة أمم أوروبا لكرة القدم للسيدات.
يرأس اليويفا حاليا السيد ألكسندر تشيفرين الذي تبوأ مقعد رئاسة اليويفا أواسط شهر سبتمبر 2016 لفترة رئاسية مدتها أربعة سنوات، خلفاً للسيد أنخيل ماريا فيلار الذي كان رئيساً مؤقتا اعتباراً من أوآخر شهر ديسمبر من عام 2015.

## تاريخ
أُسِّس الاتحاد الأوروبي يوم 15 يونيو 1954 في مدينة بازل السويسرية ، نظرا لحاجة الدول الأوروبية حينها لمنظمة ترعى شؤون كرة القدم في القارة، حتى عام 1960 كان عدد موظفي اليويفا ثلاثة موظفين، لكن مع توالي السنين أصبح العدد يناهز 340 موظف من 29 دولة متخصصين في شتى المجالات الإدارية والقانونية والفنية.
وقُبيل عام 1990 كان عدد الاتحادات الكروية المنضمة لليويفا 25 اتحاد لكن زاد العدد بسبب تفكك الاتحاد السوفيتي السابق ويوغوسلافيا ليصبح 53 اتحاد كرة قدم في وقتنا الراهن، عام 1995 انتقل مقر اليويفا من مدينة بازل السويسرية إلى مدينة نيون السويسرية.

## الاتحادات التابعة لليويفا
لا تقتصر الدول المنضوية في اليويفا على الدول الأوروبية بل هناك عدة دول تتبع جغرافياً إلى قارة آسيا لكنها كرويا تتبع اليويفا مثل تركيا وكازخستان وأذربيجان وجورجيا وأرمينيا وقبرص وروسيا وغيرها إضافة إلى إسرائيل التي أنضمت لليويفا لأسباب سياسية في أواسط التسعينيات.
وهناك أعضاء لا تمثل الدول ذات السيادة، مثل جزر فارو، يعتبر الاتحاد الأوروبي أكثر الاتحادات القارية من حيث عدد الدول المنضوية تحت لوائه إذ يضم 55 دولة، الجدول التالي يستعرض تلك الدول مرتبة تسلسلياً حسب تصنيف الدول في اليويفا.
| الاتحاد                            | الدولة           | سنة التأسيس | سنة الانضمام |
| ---------------------------------- | ---------------- | ----------- | ------------ |
| اتحاد أذربيجان لكرة القدم          | أذربيجان         | 1992        | 1994         |
| اتحاد أرمينيا لكرة القدم           | أرمينيا          | 1992        | 1992         |
| الاتحاد الملكي الإسباني لكرة القدم | إسبانيا          | 1909        | 1954         |
| الاتحاد الإستوني لكرة القدم        | إستونيا          | 1921        | 1992         |
| اتحاد إسرائيل لكرة القدم           | إسرائيل          | 1928        | 1994         |
| الاتحاد الاسكتلندي لكرة القدم      | إسكتلندا         | 1873        | 1954         |
| الاتحاد الألباني لكرة القدم        | ألبانيا          | 1930        | 1954         |
| الاتحاد الألماني لكرة القدم        | ألمانيا          | 1900        | 1954         |
| اتحاد كرة القدم                    | إنجلترا          | 1836        | 1954         |
| الاتحاد الأندوري لكرة القدم        | أندورا           | 1994        | 1992         |
| الاتحاد الأوكراني لكرة القدم       | أوكرانيا         | 1991        | 1992         |
| اتحاد أيرلندا لكرة القدم           | جمهورية أيرلندا  | 1921        | 1954         |
| الاتحاد الأيرلندي لكرة القدم       | أيرلندا الشمالية | 1880        | 1954         |
| اتحاد آيسلندا لكرة القدم           | آيسلندا          | 1947        | 1954         |
| الاتحاد الإيطالي لكرة القدم        | إيطاليا          | 1898        | 1954         |
| الاتحاد البرتغالي لكرة القدم       | البرتغال         | 1914        | 1954         |
| الاتحاد الملكي البلجيكي لكرة القدم | بلجيكا           | 1995        | 1954         |
| الاتحاد البلغاري لكرة القدم        | بلغاريا          | 1923        | 1954         |
| اتحاد البوسنة والهرسك لكرة القدم   | البوسنة والهرسك  | 1946        | 1998         |
| الاتحاد البولندي لكرة القدم        | بولندا           | 1919        | 1954         |
| الاتحاد التركي لكرة القدم          | تركيا            | 1923        | 1962         |
| اتحاد جمهورية التشيك لكرة القدم    | جمهورية التشيك   | 1901        | 1954         |
| اتحاد الجبل الأسود لكرة القدم      | الجبل الأسود     | 1931        | 2007         |
| اتحاد جبل طارق لكرة القدم          | جبل طارق         | 1895        | 2013         |
| الاتحاد الجورجي لكرة القدم         | جورجيا           | 1900        | 1992         |
| الاتحاد الدنماركي لكرة القدم       | الدنمارك         | 1889        | 1954         |
| الاتحاد الروسي لكرة القدم          | روسيا            | 1912        | 1992         |
| اتحاد روسيا البيضاء لكرة القدم     | بيلاروس          | 1989        | 1993         |
| اتحاد سان مارينو لكرة القدم        | سان مارينو       | 1931        | 1988         |
| الاتحاد الروماني لكرة القدم        | رومانيا          | 1909        | 1954         |
| الاتحاد السلوفاكي لكرة القدم       | سلوفاكيا         | 1938        | 1993         |
| اتحاد سلوفينيا لكرة القدم          | سلوفينيا         | 1920        | 1992         |
| الاتحاد السويدي لكرة القدم         | السويد           | 1904        | 1954         |
| الاتحاد السويسري لكرة القدم        | سويسرا           | 1895        | 1954         |
| اتحاد صربيا لكرة القدم             | صربيا            | 1919        | 1954         |
| اتحاد جزر فارو لكرة القدم          | جزر فارو         | 1979        | 1990         |
| الاتحاد الفرنسي لكرة القدم         | فرنسا            | 1919        | 1954         |
| اتحاد فنلندا لكرة القدم            | فنلندا           | 1907        | 1954         |
| اتحاد قبرص لكرة القدم              | قبرص             | 1934        | 1962         |
| اتحاد كازاخستان لكرة القدم         | كازاخستان        | 1994        | 2002         |
| الاتحاد الكرواتي لكرة القدم        | كرواتيا          | 1912        | 1993         |
| اتحاد كوسوفو لكرة القدم            | كوسوفو           | 2008        | 2016         |
| الاتحاد اللاتفي لكرة القدم         | لاتفيا           | 1921        | 1992         |
| اتحاد لوكسمبورغ لكرة القدم         | لوكسمبورغ        | 1908        | 1954         |
| الاتحاد الليتواني لكرة القدم       | ليتوانيا         | 1922        | 1992         |
| اتحاد ليختنشتاين لكرة القدم        | ليختنشتاين       | 1934        | 1974         |
| اتحاد مالطا لكرة القدم             | مالطا            | 1900        | 1960         |
| الاتحاد المجري لكرة القدم          | المجر            | 1901        | 1954         |
| اتحاد مقدونيا لكرة القدم           | مقدونيا          | 1926        | 1994         |
| اتحاد مولدوفا لكرة القدم           | مولدوفا          | 1990        | 1993         |
| الاتحاد النرويجي لكرة القدم        | النرويج          | 1902        | 1954         |
| الاتحاد النمساوي لكرة القدم        | النمسا           | 1904        | 1954         |
| الاتحاد الملكي الهولندي لكرة القدم | هولندا           | 1889        | 1954         |
| اتحاد ويلز لكرة القدم              | ويلز             | 1876        | 1954         |
| الاتحاد الإغريقي لكرة القدم        | اليونان          | 1926        | 1954         |

### اتحادات سابقة
| الاتحاد                              | الدولة              | الفترة      |
| ------------------------------------ | ------------------- | ----------- |
| اتحاد ألمانيا الشرقية لكرة القدم     | ألمانيا الشرقية     | 1954 - 1990 |
| الاتحاد السوفيتي لكرة القدم          | الاتحاد السوفيتي    | 1954 - 1991 |
| اتحاد تشيكوسلوفاكيا لكرة القدم       | تشيكوسلوفاكيا       | 1954 - 1993 |
| اتحاد سارلاند لكرة القدم             | سار                 | 1954 - 1956 |
| اتحاد صربيا والجبل الأسود لكرة القدم | صربيا والجبل الأسود | 1992 - 2006 |
| اتحاد يوغوسلافيا لكرة القدم          | يوغوسلافيا          | 1954 - 1992 |

## الرؤساء
منذ عام 1954 وحتى وقتنا الراهن تعاقب على رئاسة الاتحاد الأوروبي لكرة القدم يويفا سبعة رؤساء كان أولهم الدنماركي ايبي شوارتز الذي بقي في منصبة ثمانية أعوام، ويعتبر السويدي لينارت يوهانسون أكثر من رأس اليويفا بواقع سبعة عشر عاماً، الجدول التالي يستعرض أسماء الرؤساء وجنسيتهم والفترة التي قضوها في رئاسة اليويفا:-

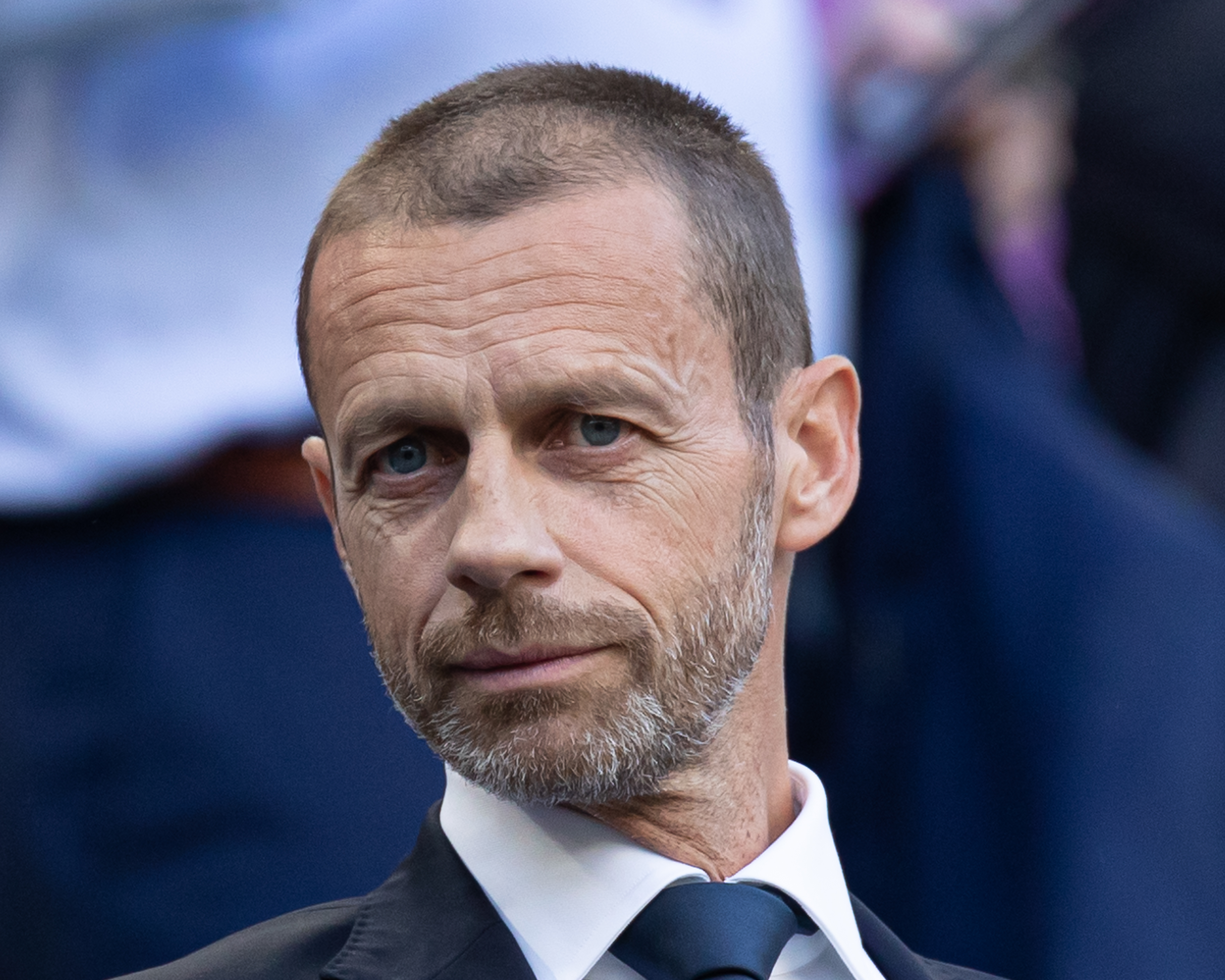
ألكسندر تشيفرين الرئيس الحالي للاتحاد الأوروبي لكرة القدم

| الاسم                    | الدولة   | من             | إلى               |
| ------------------------ | -------- | -------------- | ----------------- |
| ايبي شوارتز              | الدنمارك | 22 يونيو 1954  | 17 أبريل 1962     |
| غوستاف فايردركيهر        | سويسرا   | 17 أبريل 1962  | 7 يوليو 1972      |
| ساندور باركس             | المجر    | 7 يوليو 1972   | 15 مارس 1973      |
| أرتيمو فرانكي            | إيطاليا  | 15 مارس 1973   | 12 أغسطس 1983     |
| جاك جورجيس               | فرنسا    | 12 أغسطس 1983  | 19 أبريل 1990     |
| لينارت يوهانسون          | السويد   | 19 أبريل 1990  | 26 يناير 2007     |
| ميشيل بلاتيني            | فرنسا    | 26 يناير 2007  | 21 ديسمبر 2015    |
| أنخيل ماريا فيلار (مؤقت) | إسبانيا  | 21 ديسمبر 2015 | 14 سبتمبر 2016    |
| ألكسندر تشيفرين          | سلوفينيا | 14 سبتمبر 2016 | لا يزال في المنصب |

## بطولات وجوائز

كأس بطولة الأمم الأوروبية أهم بطولة تنظمها اليويفا للمنتخبات.

### الجوائز
تمنح الويفا سنويا جائزة لأفضل اللاعبين خلال العام من خلال حفل تقيمة لتكريمهم ومنحهم جوائز مخصصة لهذة الغاية، عدد الجوائز التي تقدمها اليويفا خمسة جوائز أربعة منها لأفضل لاعب في مركزة والخامسة لأفضل لاعب خلال عام، وهذة الجوائز هي التالية:-
- جائزة يويفا لأفضل حارس مرمى
- جائزة يويفا لأفضل مدافع
- جائزة يويفا لأفضل لاعب وسط
- جائزة يويفا لأفضل مهاجم
- جائزة يويفا لأفضل لاعب
- أفضل لاعبي كرة القدم الأوروبية بمناسبة اليوبيل الذهبي
- جائزة يوبيل الاتحاد الأوروبي لكرة القدم

### البطولات
منذ تأسيسها في عام 1954 أشرفت اليويفا على عشرات من البطولات في كرة القدم، منها بطولات للمنتخبات وأخرى للأندية بطولات صنفت رسمة وأخرى غير مصنفة، شملت تلك البطولات الجنسين ومختلف الفئات العمرية، ولم يقتصر أشراف اليويفا على بطولات القدم بل أشرفت ونظمت بطولات في كرة القدم داخل الصالات، يضاف لذلك قيامها من تنظيم بطولتين في كرة القدم للهواة أحداها للمنتخبات والأخرى للفرق، وتعتبر بطولة كأس الأمم الأوروبية التي نظمت لأول مرة عام 1960 أهم بطولة تنظمها للمنتخبات بينما بطولة دوري أبطال أوروبا التي نظمت لأول مرة عام 1955 هي أهم بطولة تنظمها لأندية القارة، القائمة التالية تستعرض أهم بطولات كرة القدم التي أقيمت في قارة أوروبا للمنتخبات والأندية، سواء البطولات الرسمية والبطولات غير المصنفة.
| بطولات رسمية - الأندية: - دوري أبطال أوروبا - دوري شباب أوروبا - دوري أبطال أوروبا للسيدات - دوري أبطال أوروبا لكرة قدم الصالات - الدوري الأوروبي - دوري المؤتمر الأوروبي - كأس السوبر الأوروبي - كأس الكؤوس الأوروبية (1960–1999) - كأس الانترتوتو (1995–2008) - كأس الإنتركونتيننتال - كأس سوبر أبطال الانتركونتيننتال | بطولات رسمية - المنتخبات : - كأس الأمم الأوروبية لكرة القدم - دوري الأمم الأوروبية - كأس الأمم الأوروبية تحت 21 سنة لكرة القدم - كأس الأمم الأوروبية تحت 19 سنة لكرة القدم - كأس الأمم الأوروبية تحت 17 سنة لكرة القدم - بطولة أمم أوروبا لكرة القدم للسيدات - كأس الأمم الأوروبية للسيدات تحت 19 سنة - كأس الأمم الأوروبية للسيدات تحت 17 سنة - بطولة أمم أوروبا لكرة قدم الصالات - بطولة أمم أوروبا تحت 21 سنة لكرة قدم الصالات - بطولة أمم أوروبا تحت 19 سنة لكرة قدم الصالات - بطولة أمم أوروبا لكرة القدم داخل الصالات للسيدات - كأس ميريديان | بطولات غير رسمية - الأندية: - كأس المعارض الأوروبية (1955–1971) - كأس أوروبا الوسطى (1927–1992) - الكأس اللاتيني (1949–1957) - كأس إنترتوتو (1962–1994) - كأس البلطيق - دوري دول البلطيق - دوري كومنولث الدول المستقلة - كأس سيتانتا - كأس البلقان (1961–1994) | بطولات غير رسمية - المنتخبات : - كأس البلطيق - كأس الدول الأسكندنافية (1924–2001) - كأس دول البلقان (1931–1980) - كأس الدول البريطانية (1884–1984) - كأس سيلتيك بطولات الهواة: - كأس المقاطعات الأوروبية - كأس الاتحاد الأوروبي للهواة (1967–1978) |

### الشعار

الشعار قبل 1995
الشعار من 1995 إلى 2012
الشعار منذ عام 2012
الشعار المبسط

## الفساد والجدل
أعرب بعض المشجعون عن استياءهم من الاتحاد الأوروبي لكرة القدم، واصفين إياه بـ«مافيا يويفا.» هذا التعبير استُخدم في عدة مناسبات في أوروبا، منها في الدوري الروسي الممتاز، وأيضًا في الدوري البلغاري الممتاز، وفي مباراة بدور المجموعات في دوري أبطال أوروبا أُقيمت في السويد. كما اُستخدم هذا المصطلح خارج الملاعب، مثلما حدث خلال احتجاج في كوسوفو أمام مبنى تابع للاتحاد الأوروبي بعد مباراة صربيا ضد ألبانيا (تصفيات يورو 2016). ورفع مشجعو نادي كوبنهاغن لافتات حول المدينة بشعارات مثل «يويفا مافيا – وباء كرة القدم» عندما أمر الاتحاد الأوروبي أن تكون مباراة إياب دور الـ16 من الدوري الأوروبي 2019–20 خلف أبواب مغلقة رغم أن الحكومة الدنماركية سمحت بنسبة حضور مخفضة.
في أعقاب قضية فساد الفيفا 2015، تورط رئيس الاتحاد الأوروبي لكرة القدم حينها ميشيل بلاتيني أيضًا في القضية. حيثُ اتهمت النيابة العامة السويسرية رئيس الفيفا سيب بلاتر بوجود "مدفوعات غير قانونية" بقيمة مليوني دولار لبلاتيني. وصرح المدعي العام السويسري مايكل لاوبر قائلاً: «لم نقم باستجواب السيد بلاتيني كشاهد فقط، بل حُقق معه بصفته شاهد ومتهم.» حُظر كل من بلاتيني وسيب بلاتر من أي نشاط مرتبط بكرة القدم. واستأنف بلاتيني لدى محكمة التحكيم الرياضي التي خفضت الحظر من ست سنوات إلى أربع سنوات. كما استأنف لدى المحاكم السويسرية والمحكمة الأوروبية لحقوق الإنسان، لكن المحاكم رفضت استئنافه.
في عام 2019، أثار قرار الاتحاد الأوروبي استضافة نهائي الدوري الأوروبي في باكو بأذربيجان انتقادات، حيثُ قرر أحد المتأهلين للنهائي أرسنال عدم مشاركة لاعبه الأرميني هنريخ مخيتاريان في البطولة بسبب مخاوف تتعلق بالأمان. وأثارت هذه الخطوة جدلاً طويلًا حول مدى التأثير الذي ينبغي أن تمارسه الأندية النخبوية الكبرى مقارنةً بالاتحاد الأوروبي لكرة القدم نفسه على اللعبة. كما تعرض الاتحاد الأوروبي لانتقادات شديدة بسبب قراره التعاون مع شركة البيانات "تشيليز" في فبراير 2022، حيثُ وصف مجموعات من المشجعين من مختلف أنحاء أوروبا هذه الخطوة بأنها «غير مفهومة.»

## مقالات ذات صلة
- نخبة ملاعب الاتحاد الأوروبي
- ترتيب اليويفا لاحترام اللعب النظيف
- لوائح اليويفا للعب المالي النظيف

## وصلات خارجية
- الموقع الرسمي